# Kongenitaler kompletter Herzblock
Als kongenitalen kompletten Herzblock bezeichnet man einen deutlich verlangsamten Herzschlag des Feten.
Ursache kann eine rheumatische Grunderkrankung der Mutter, z. B. ein systemischer Lupus erythematodes oder ein Sjögren-Syndrom oder auch eine Fehlbildung des Erregungsleitungssystems des Herzens sein. Bei einem Teil der Ungeborenen kann hierdurch ein lebensbedrohliches Herzversagen ausgelöst werden. Wichtig ist die Untersuchung der SS-A/Ro- und SS-B/La-Antikörper im Blut der Mutter, denn diese Autoantikörper verursachen bei den rheumatischen Erkrankungen die Veränderungen im Herzmuskelgewebe des ungeborenen Kindes.
Da längst nicht alle Kinder von Müttern mit SS-A/Ro- und SS-B/La-AK auch Symptome entwickeln, ist eine prophylaktische immunsuppressive Therapie nicht grundsätzlich indiziert. Allerdings wird empfohlen, in solchen Fällen ab der 16. Schwangerschaftswoche regelmäßig Ultraschalluntersuchungen des Herzens des Feten durchzuführen. Wird hierbei ein AV-Block I oder II° gefunden, wird die prophylaktische Behandlung der Mutter mit einem Steroid oder Plasmapherese diskutiert. 
Mittels fetaler Chirurgie kann ab der 22. Schwangerschaftswoche in einigen Fällen eine Schrittmacherelektrode implantiert werden.